# Stroke 9
Stroke 9 är ett amerikanskt rockband som bildades i San Francisco 1989.
Bandet har gett ut nio album, varav det senaste gavs ut den 5 juni 2007. Stroke 9 bildades som ett skolprojekt av Luke Esterkyn, Greg Gueldner, Tom Haddad och Kirsten Stromberg. Bandet skrev 1999 på för Universal och gav ut albumet Nasty Litte Thoughts som nådde USA:s Billboardlista och fick två ganska stora hitar; "Little Black Backpack" och "Letters".
Bandet medverkade också i filmen EdTv som en del av Nasty Little Thoughts promotion. 2002 gav de ut sitt sista album för Universal och släppte singeln "Kick Some Ass" som dock inte blev någon megahit. Bandet har sedan dess släppt sina album på independentbolag.

## Medlemmar
Nuvarande medlemmar
- Luke Esterkyn – gitarr, sång (1989– )
- John McDermott – gitarr (1991– )
- Eric Stock – trummor (1997– )
- Jens Funke – basgitarr (2005– )
- Duane Leinan – basgitarr (2008, 2010– turnerande medlem)

Tidigare medlemmar
- Tom Haddad – basgitarr (1989–1990)
- Greg Gueldner – trummor (1989–1995), basgitarr (1995–2010)
- Kirsten Stromberg - keyboard, sång (1989-1990)
- Stephen Heath – basgitarr (1991–1995)
- Jeremy Fisch – trummor (1995–1997)

## Diskografi
Studioalbum
- 1990 – Bad Language Makes for Bad Feelings
- 1991 – Music about Friends and Acquaintances (And People We Don't Even Know)
- 1993 – Boy Meets Girl
- 1995 – Bumper to Bumper
- 1999 – Nasty Little Thoughts
- 2001 – Stroke 9
- 2002 - Rip It Off
- 2004 – All In
- 2007 – The Last of the International Playboys

EP
- 2005 – Cafe Cuts
- 2010 – Jessica Album (Part 1)

Singlar
- 1999 – "Little Black Backpack"
- 2000 – "Letters"
- 2001 – "Kick Some Ass"
- 2011 – "Truckers"

Samlingsalbum
- 2005 – Hidden Treasures
- 2006 – Cafe Cuts - A Collection of Acoustic Favourites